# Капитан-Сармьенто (муниципалитет)
Муниципалитет Капитан-Сармьенто  (исп. Partido de Capitán Sarmiento) — муниципалитет в Аргентине в составе провинции Буэнос-Айрес.
Территория — 617 км². Население — 14 494 человек. Плотность населения — 23,50 чел./км².
Административный центр — Капитан-Сармьенто.

## География
Департамент расположен на севере провинции Буэнос-Айрес.
Департамент граничит:
- на севере — с муниципалитетом Сан-Педро
- на востоке — с муниципалитетом Барадеро
- на юго-востоке — с муниципалитетом Сан-Антонио-де-Ареко
- на юге — с муниципалитетом Кармен-де-Ареко
- на юго-западе — с муниципалитетом Сальто
- на западе — с муниципалитетом Арресифес

## Важнейшие населённые пункты[2]
| № | Населённый пункт  | Населённый пункт (исп.) | Категория | Население чел. (2010) | На карте                        |
| - | ----------------- | ----------------------- | --------- | --------------------- | ------------------------------- |
| 1 | Капитан-Сармьенто | Capitán Sarmiento       | город     | 13088                 | 34°10′22″ ю. ш. 59°47′23″ з. д. |
| 2 | Ла-Луиса          | La Luisa                | посёлок   | 230                   | 34°07′42″ ю. ш. 59°55′37″ з. д. |